# Rajon Chmilnyk
Der Rajon Chmilnyk (ukrainisch Хмільницький район Chmilnyzkyj rajon; russisch Хмельникский район Chmelnikski rajon) ist ein ukrainischer Rajon mit etwa 180.000 Einwohnern. Er liegt in der Oblast Winnyzja und hat eine Fläche von 3701 km², der Verwaltungssitz befindet sich in der namensgebenden Stadt Chmilnyk.

## Geographie
Der Rajon liegt im Norden der Oblast Winnyzja und grenzt im Norden und Osten an den Rajon Berdytschiw (in der Oblast Schytomyr gelegen), im Südosten und Süden an den Rajon Winnyzja, im Westen an den Rajon Chmelnyzkyj (in der Oblast Chmelnyzkyj gelegen) sowie im Nordwesten an den Rajon Schytomyr (Oblast Schytomyr).

## Geschichte
Der Rajon wurde am 7. März 1923 gegründet. Am 17. Juli 2020 kam es im Zuge einer großen Rajonsreform zur Auflösung des alten Rajons und einer Neugründung unter Vergrößerung des Rajonsgebietes um die Rajone Kosjatyn und Kalyniwka sowie der bis dahin unter Oblastverwaltung stehenden Städte Chmilnyk und Kosjatyn.

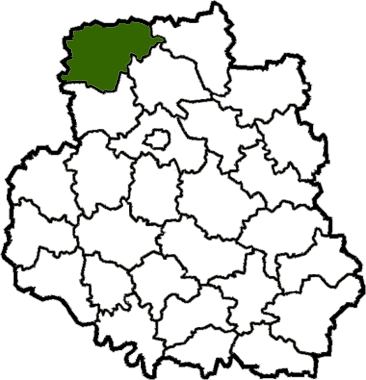
Rajon Chmilnyk bis Juli 2020
Rajonsgebiet ab Juli 2020

## Administrative Gliederung
Auf kommunaler Ebene ist der Rajon in 9 Hromadas (3 Stadtgemeinden, 1 Siedlungsgemeinde und 5 Landgemeinden) unterteilt, denen jeweils einzelne Ortschaften untergeordnet sind.
Zum Verwaltungsgebiet gehören:
- 3 Städte
- 3 Siedlung städtischen Typs
- 212 Dörfer
- 11 Ansiedlungen

Die Hromadas sind im Einzelnen:
- Stadtgemeinde Chmilnyk
- Stadtgemeinde Kalyniwka
- Stadtgemeinde Kosjatyn
- Siedlungsgemeinde Hluchiwzi
- Landgemeinde Iwaniw
- Landgemeinde Machniwka
- Landgemeinde Samhorodok
- Landgemeinde Ulaniw
- Landgemeinde Schdaniwka